# Samsung Galaxy Alpha
Samsung Galaxy Alpha — смартфон компании Samsung, представленный 13 августа 2014 года.

## Особенности
Основной особенностью Galaxy Alpha является его толщина, равная 6,7 мм, что делало его самым тонким смартфоном компании. Под экраном находится кнопка «Домой» со встроенным в неё сканером отпечатка пальцев, который может быть использован для разблокировки устройства, а также для авторизации в веб-сервисах и установленных приложениях. Рядом с камерой помимо вспышки установлен сканер сердечного ритма. Грани у смартфона выполнены из металла.

## Технические характеристики

### Аппаратное обеспечение
Samsung Galaxy Alpha построен на базе восьмиядерного процессора Exynos 5 Octa 5430 в паре с 2 Гб оперативной памяти.
Экран имеет диагональ 4,7 дюйма с разрешением 720x1280 пикселей и плотностью пикселей 312 ppi. Экран защищает защитное стекло Gorilla Glass 4.
Основная камера имеет разрешение 12 Мп, а фронтальная 2.1 Мп. Основная камера имеет оптическую стабилизацию и светодиодную вспышку. Камера позволяет снимать высококачественное 4К видео с частотой кадров 30 кадров в секунду.
Поддерживает 5 Ghz Wi-Fi сеть.

### Программное обеспечение
Galaxy Alpha работает на базе Android 4.4.4 с фирменной оболочкой TouchWiz UX 3.0.
На смартфоне предустановлено приложение S Health, позволяющее следить за показателями организма, а также измерять сердечный ритм с помощью встроенного датчика.

## Доступные варианты
Samsung Galaxy Alpha был выпущен в пяти разных цветах: белом, серебристом, чёрном , золотом и синем.
Постоянная память составляет 32 Гб, однако пользователю доступно только 25 Гб. Слот для карты памяти отсутствует.
23 декабря 2014 года была выпущена ограниченная серия Galaxy Alpha с кожаными задними панелями. Всего было представлено 4 разных варианта: коричневый, серый, бордовый и бирюзовый. Каждого вида было выпущено по 100 штук.
30 декабря 2014 года смартфон был снят с продажи.

## Стоимость
Продажи Samsung Galaxy Alpha в России стартовали 12 сентября 2014 года по цене от 27 000 рублей за модель с 32 Гб памяти.
Стоимость лимитированной модели с отделкой кожей составляет 648€.